# محرك رولز رويس كريسي
محرك رولز-رويس كريسي (Rolls-Royce Crecy)، محرك طيران تجريبي بريطاني، ثنائي الأشواط، على شكل V بزاوية 90 درجة، مبرد بالسائل، بسعة 1,593.4 بوصة مكعبة (26.11 لتر). تميز باستخدام صمامات الكم (sleeve valves) وحقن الوقود المباشر (البنزين).
كان الهدف منه في البداية أن يُستخدم في مقاتلة اعتراضية عالية السرعة مخصصة لـ"الانقضاض السريع"، لكنه اعتُبر لاحقًا مناسبًا كمحرك اقتصادي للطيران على ارتفاعات عالية وللمدى الطويل. تم تطويره بين عامي 1941 و1946، وكان يُعد من بين أكثر محركات الطيران ثنائية الأشواط تقدمًا على الإطلاق. ومع ذلك، لم يصل المحرك أبدًا إلى مرحلة التجارب الجوية، وتم إلغاء المشروع في ديسمبر 1945، بعد أن تجاوزته التطورات المتسارعة في مجال المحركات النفاثة.
سُمّي المحرك على اسم معركة كريسي، إذ اتخذت شركة رولز-رويس من المعارك موضوعًا لتسمية محركاتها ثنائية الأشواط. ولم تطوّر الشركة أي محركات أخرى من هذا النوع.

## المواصفات

### الخصائص العامة
- النوع: محرك طائرة مكبسي، ثنائي الأشواط، مكون من 12 أسطوانة، مشحون فائقًا (Supercharged)، ومبرد بالسائل
- قطر الأسطوانة (Bore): 5.1 إنش (129.5 ملم)
- الشوط (Stroke): 6.5 إنش (165.1 ملم)
- السعة الإزاحية (Displacement): 1,536 بوصة مكعبة (26 لتر)
- الوزن الجاف: 1,900 رطل (862 كغم)

### المكونات
- آلية الصمامات: صمامات كم (sleeve valves) مترددة تُدار عبر عمود المرفق (الكرنك)
- الشاحن الفائق (Supercharger): شاحن طرد مركزي يعمل بالتروس، مزود بشفرات ذات زاوية هجوم متغيرة، يوفر ضغطًا يصل إلى 18 psi (124 كيلوباسكال)
- الشاحن التوربيني (Turbocharger): تم تركيب شاحن توربيني يعمل بعادم المحرك على ثلاث محركات، وهو نسخة مصغّرة بنسبة 50٪ من توربين Whittle W.1
- نظام الوقود: حقن مباشر للوقود، باستخدام مضختين من نوع CAV سداسية الأسطوانات
- نوع الوقود: بنزين أوكتان 100
- نظام التزييت: مضخة تروس
- نظام التبريد: تبريد سائل
- نسبة التخفيض في علبة التروس: 0.451:1 (اتجاه الدوران: يسار، جرّار)

### الأداء
- القدرة الناتجة: 2,729 حصان ميكانيكي (2,035 كيلوواط)
- القدرة النوعية (لكل بوصة مكعبة): 1.71 حصان/إنش³ (77.97 كيلوواط/لتر)
- نسبة الانضغاط: 7:1
- استهلاك الوقود: 85.4 جالون/ساعة (388.2 لتر/ساعة) عند 2,500 دورة في الدقيقة
- الاستهلاك النوعي للوقود: 0.55 باينت/حصان/ساعة عند 1,800 دورة/دقيقة (مع شاحن توربيني، تقريبًا 293 غرام/كيلوواط·ساعة)
- نسبة القدرة إلى الوزن: 1.43 حصان/رطل (2.36 كيلوواط/كغم)